# Крок, Маргарета

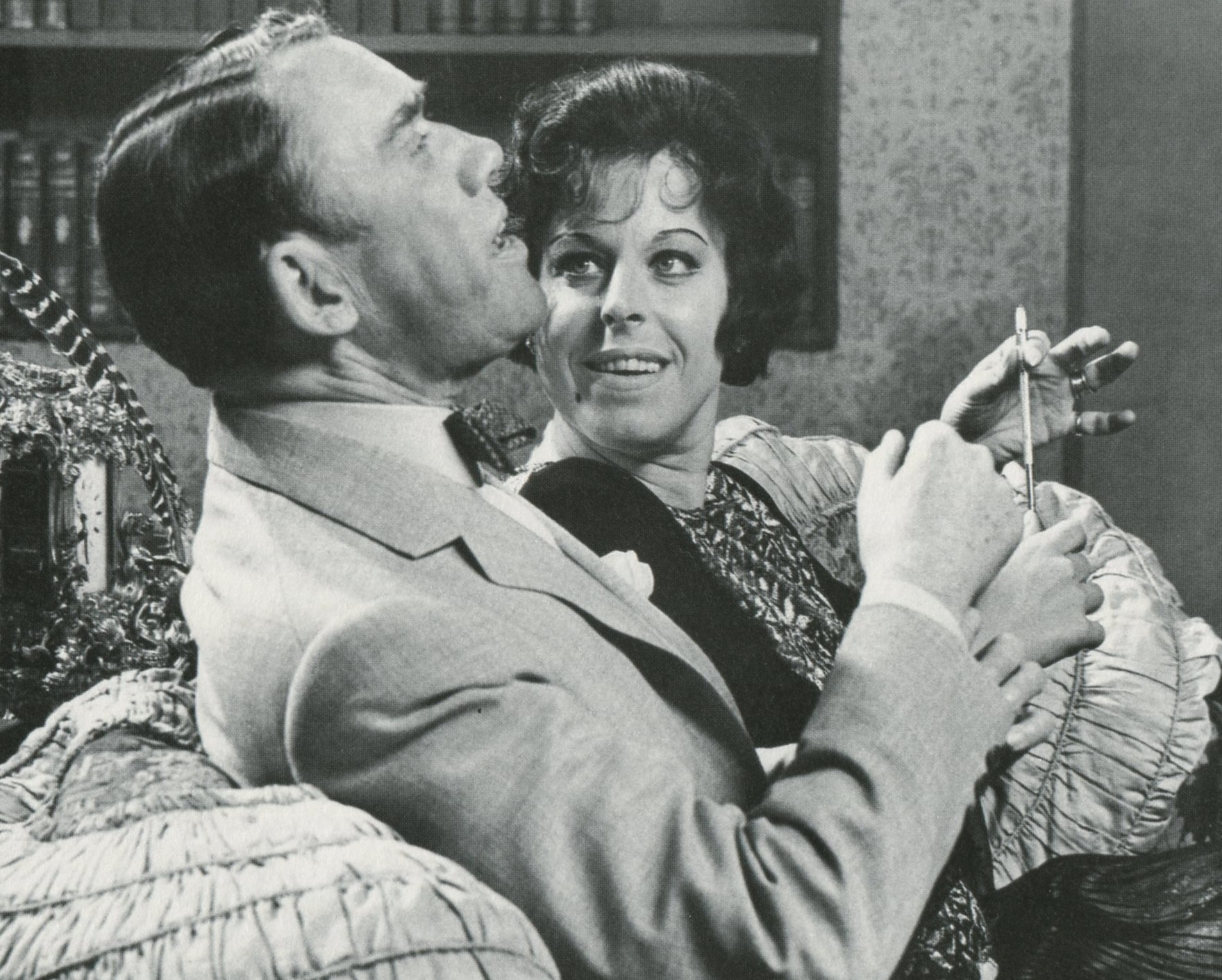
Маргарета Крок с Ульгtром Лёвенадлером, 1963 год.

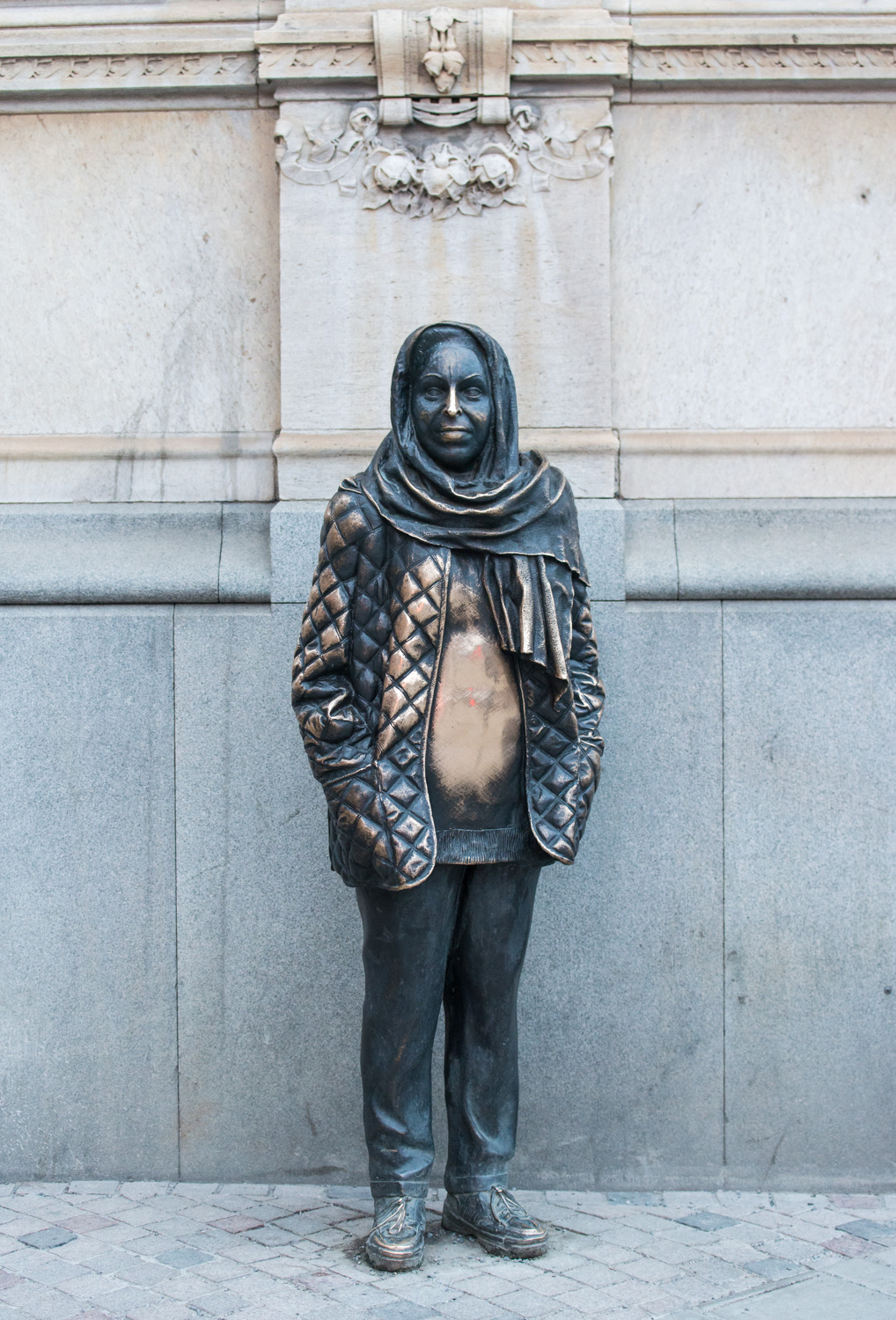
Статуя Маргареты Крок у Королевского драматического театра в Стокгольме.

Маргарета Кнутсдоттер Крок-Хаммар (швед. Margaretha Knutsdotter Krook Hammar; 15 октября 1925, Стокгольм — 7 мая 2001, Стокгольм) — шведская актриса. Считается одной из величайших актрис XX века, умевшей играть как драматические, так и комические роли. С 1997 по 2000 в канун Нового года читала в Скансене поэму Теннисона Ring Out, Wild Bells, выступление транслировало в прямом эфире Sveriges Television (SVT).

## Биография

### Ранние годы
Крук была дочерью майора Кнута Крука (1872—1947) и Маргареты Свенссон (1900—1989). Выросла в Норртелье. Поработав после Второй мировой войны некоторое время стюардессой, она переехала из Рима в Стокгольм и поступила в театральную школу Королевского драматического театра, чтобы стать актрисой. Среди её одноклассников были Ян-Улоф Страндберг, Аллан Эдвалль, Ларс Экборг, Макс Фон Сюдов и Ян Мальмшё.

### Актерская карьера
За время актёрской карьеры Крок часто играла роли сильных женщин, таких, как мамаша Кураж, Гертруда Стайн или третья жена Юджина О'Нила, Карлотта Монтерей, в пьесе Ларса Норена Och ge oss skuggorna, который была экранизирована для SVT.
Крок исполняла и комедийные роли, как на сцене, так и в кино, в том числе сыграла мать в фильме Йёста Экмана Morrhår och ärtor (1986), появился в нескольких фильмах Таге Даниэльссона, включая Släpp fångarne loss, det är vår! (1975), за который получила премию «Золотой жук» за лучшую женскую роль, и «Приключения Пикассо» (1978). Также снималась у Ханса Альфредсона и Повеля Рамельса в ревю Tingel tangel på Tyrol в 1989—1990 годах.
Известность получили и записи Крок на Шведском радио в развлекательной передаче På minuten, но в историю телевидения вошёл её возглас в телескетче Skattkammarön — «Ta 'rej i brasan!». В 1974 году Крок была удостоена стипендии О'Нила. Для подрастающего поколения она стала известна благодаря аудиозаписям детских книг Евы Бексельс из серии Morfar prosten, выпущенным на кассетах и компакт-дисках.

## Смерть и наследие
Маргарета Крук умерла от рака в больнице Эрста в Стокгольме. 20 июня 2001 года она была похоронена на кладбище Галерварвскиркогорден на острове Юргорден в Стокгольме. Вскоре после этого у Королевского драматического театра появилась статуя актрисы. Её установили по инициативе Мари-Луизы Экман на том углу, где Маргарета Крук часто курила перед выступлениями. Памятник превратился в популярный туристический объект.

## Награды и премии
- 1966 - Стипендия Йёста Экмана
- 1974 - Стипендия Юджина O'Нила
- 1975 - Королевская медаль Литературы и искусств
- 1976 - «Золотой жук» (за роль в фильме Släpp fångarne loss, det är vår!)
- 1978 - Премия Талии от газеты Dagbladet (за роль в пьесе Kollontaj)
- 1993 - Театральная премия Шведской академии
- 1995 - Королевская золотая медаль llis Quorum
- 1998 - Золотая медаль Театральной ассоциации[7]

## Избранная фильмография
- 1949 – Bara en mor
- 1950 – Mamma gör revolution
- 1951 – Fröken Julie
- 1954 – Karin Månsdotter
- 1954 – Storm över Tjurö
- 1954 – Salka Valka
- 1958 – Nära livet
- 1961 – Lita på mej, älskling!
- 1961 – Swedenhielms (телесериал) (телеспектакль)
- 1961 – Lek ej med kärleken (телетеатр)
- 1962 – Fru Warrens yrke (телетеатр)
- 1962 – Värmlänningarna
- 1963 – Adam och Eva
- 1963 – Topaze (телетеатр)
- 1964 – Bröllopsbesvär
- 1964 – Svenska bilder
- 1966 – Persona
- 1966 – Träfracken
- 1966 – Adamsson i Sverige
- 1968 – Bombi Bitt och jag (телесериал)
- 1969 – Bokhandlaren som slutade bada
- 1969 – Res till Mallorca!
- 1970 – Ministern
- 1972 – Mannen som slutade röka
- 1972 – Hemma hos Karlssons (телесериал)
- 1973 – Bröllopet
- 1974 – Vita nejlikan eller Den barmhärtige sybariten
- 1974 – Modern och stjärnan
- 1975 – Släpp fångarne loss, det är vår!
- 1978 – Picassos äventyr
- 1978 – En vandring i solen
- 1980 – Sverige åt svenskarna
- 1981 – Snacka går ju...
- 1981 – Sopor
- 1981 – Liten Karin (телесериал)
- 1983 – Colombe (телетеатр)
- 1985 – De flygande djävlarna
- 1986 – Gösta Berlings saga (телесериал)
- 1986 – Morrhår och ärtor
- 1989 – Jönssonligan på Mallorca
- 1990 – Den hemliga vännen
- 1990 – Kära farmor (телесериал)
- 1991 – Duo jag (телесериал)
- 1992 – Den goda viljan
- 1993 – Nästa man till rakning (телесериал)
- 1997 – Rika barn leka bäst
- 2000 – Gossip
- 2000 – Dinosaurier - röst till Eema
- 2000 – Brottsvåg (телесериал)
- 2002 – Karlsson på taket - röst till tecknad film

## Театральные работы
| Год  | Роль                                    | Спектакль автор                                                                 | Режиссёр            | Театр                                 |
| ---- | --------------------------------------- | ------------------------------------------------------------------------------- | ------------------- | ------------------------------------- |
| 1948 | Бэтси Тротвуд                           | «Дэвид Копперфильд» Макс Морей по роману Чарльза Диккенса                       | Улле Хильдинг       | Королевский драматический театр       |
| 1949 | Танцовщица                              | Lycko-Pers resa Август Стринберг                                                | Йёран Йентеле       | Королевский драматический театр       |
| 1949 | Летта                                   | «Смерть коммивояжёра» Артур Миллер                                              | Альф Шёберг         | Королевский драматический театр       |
| 1949 | Старуха                                 | Sanningens pärla Сакариас Топелиус                                              | Кеве Йельм          | Королевский драматический театр       |
| 1949 | Женщина                                 | «Тысяча дней Анны Болейн» Максвелл Андерсон                                     | Улоф Муландер       | Королевский драматический театр       |
| 1950 | Женщина в лохмотьях                     | «Бранд» Генрик Ибсен                                                            | Альф Шёберг         | Королевский драматический театр       |
| 1950 | Жозефина, безумная из Конкорд           | «Безумная из Шайо» Жан Жироду                                                   | Улоф Муландер       | Королевский драматический театр       |
| 1950 | —                                       | «Эрик XIV» Август Стринберг                                                     | Альф Шёберг         | Королевский драматический театр       |
| 1950 | Мисс Феттерлинг, директор детского дома | En radiobragd (англ. Radio Rescue) Шарлотта Чорпеннинг                          | Арне Рагнеборн      | Королевский драматический театр       |
| 1951 | Миссис Шелби                            | «Хижина дяди Тома» по рому Гарриет Бичер-Стоу                                   | Карл-Хенрик Фант    | Королевский драматический театр       |
| 1951 | Гранрис-Кайса                           | Amorina Карл Юнас Луве Альмквист                                                | Альф Шёберг         | Королевский драматический театр       |
| 1951 | Барбара, жена крестьянина               | Diamanten (нем. Diamant) Фридрих Хеббель                                        | Руне Карлстен       | Королевский драматический театр       |
| 1951 | хор                                     | Simon trollkarlen Туре Сеттерхольм                                              | Арне Рагнеборн      | Королевский драматический театр       |
| 1952 | Тильда Кнектабалья                      | De vises sten Пер Лагерквист                                                    | Альф Шёберг         | Королевский драматический театр       |
| 1952 | Сестра                                  | Furierna (исп. Las furias) Энрике Суарес де Деса                                | Арне Рагнеборн      | Королевский драматический театр       |
| 1952 | Пекарша                                 | Harlekino och Harlekina Эльза Фишер                                             | Курт-Улоф Сундстрём | Королевский драматический театр       |
| 1953 | Шейла Уэндис                            | «В случае убийства набирайте „М“» (швед. Slå nollan till polisen) Фредерик Нотт | Кеве Йельм          | Городской театр Норркёпинг-Линкёпинга |
| 1961 | Варя                                    | «Вишнёвый сад» Антон Чехов                                                      | Бенгт Экерот        | Стокгольмский городской театр         |
| 1963 | Ида Мортемар                            | «Виктор, или Дети у власти» Роже Витрак                                         | Мими Поллак         | Королевский драматический театр       |
| 1963 | Анна Копецка, хозяка трактира «У чаши»  | Швейк во Второй мировой войне Бертольд Брехт                                    | Альф Шёберг         | Королевский драматический театр       |
| 1963 | Миссис Пичем                            | «Опера нищего» Джон Гей                                                         | Пер-Аксель Браннер  | Королевский драматический театр       |
| 1964 | Лай                                     | «Три ножа из страны Вей» (швед. Tre knivar från Wei) Харри Мартинсон            | Ингмар Бергман      | Королевский драматический театр       |
| 1964 | Вдова Куин                              | «Удалой молодец — гордость Запада» Джон Миллингтон Синг                         | Ларс-Эрик Лидхольм  | Королевский драматический театр       |
| 1964 | —                                       | Å vilket härligt krig (англ. Oh, What a Lovely War!) Чарльз Чилтон              | Джеки Сёдерман      | Королевский драматический театр       |
| 1965 | Мамаша Кураж                            | «Мамаша Кураж и её дети» Бертольд Брехт                                         | Альф Шёберг         | Королевский драматический театр       |
| 1965 | Королева Маргарита                      | «Ивонна, принцесса Бургундская» Витольд Гомбрович                               | Альф Шёберг         | Королевский драматический театр       |
| 1966 | —                                       | «Сегодня мы импровизируем» Луиджи Пиранделло                                    | Мими Поллак         | Королевский драматический театр       |
| 1967 | Барбара                                 | Flickan i Montreal Ларс Форсселль                                               | Джеки Сёдерман      | Королевский драматический театр       |
| 1967 | Клэр                                    | «Неустойчивое равновесие» Эдвард Олби                                           | Бо Видерберг        | Королевский драматический театр       |
| 1967 | Алиса                                   | «Пляска смерти» Август Стринберг                                                | Ульф Пальме         | Королевский драматический театр       |
| 1967 | Служанка Маска Первый игрок             | «Когда пройдет пять лет» Федерико Гарсиа Лорка                                  | Донья Фойер         | Королевский драматический театр       |
| 1970 | Фру Вестерлунд                          | «Пепелище» Август Стринберг                                                     | Альф Шёберг         | Королевский драматический театр       |
| 1971 | Сигне                                   | Sol, vad vill du mig? Биргер Норман                                             | Ингвар Чельсон      | Королевский драматический театр       |
| 1971 | Дорина                                  | «Тартюф» Мольер                                                                 | Мими Поллак         | Королевский драматический театр       |
| 1971 | —                                       | Modern Станислав Игнаций Виткевич                                               | Альф Шёберг         | Королевский драматический театр       |
| 1972 | Гина Экдал                              | «Дикая утка» Генрик Ибсен                                                       | Ингмар Бергман      | Королевский драматический театр       |
| 1974 | Агриппина                               | «Британик» Жан Расин                                                            | Эрнст Гюнтер        | Королевский драматический театр       |
| 1974 | Магделона                               | Den jäktade (дат. Den stundesløse) Людвиг Хольберг                              | Хеннинг Моритцен    | Королевский драматический театр       |
| 1975 | —                                       | Staden spelar upp! Карл Сеттерстрём                                             | Ларс Амбле          | Королевский драматический театр       |
| 1977 | Сандвалль (LKAB)                        | Ranstadvalsen Ян Гийу и Гуннар Орландер                                         | Маргарета Бюстрём   | Королевский драматический театр       |
| 1977 | Прасковья Дроздова                      | «Бесы» по роману Фёдора Достоевского                                            | Эрнст Гюнтер        | Королевский драматический театр       |
| 1979 | Александра Коллонтай                    | Kollontaj Агнета Плейель                                                        | Альф Шёберг         | Королевский драматический театр       |
| 1983 | Алиса                                   | «Пляска смерти» Август Стринберг                                                | Йёран Йентеле       | Королевский драматический театр       |
| 1985 | Гертруда Стайн                          | Gertrude Stein, Gertrude Stein, Gertrude Stein Марти Мартин                     | Бригитт Урнстейн    | Королевский драматический театр       |
| 1987 | Барбро                                  | Titta det blöder Кристина Лугн                                                  | Стаффан Рос         | Королевский драматический театр       |
| 1988 | Фру Кристина, мать Улофа                | Mäster Olof Август Стринберг                                                    | Леннарт Юльстрём    | Королевский драматический театр       |
| 1991 | Карлотта О'Нил                          | Och ge oss skuggorna Ларс Норен                                                 | Бьёрн Меландер      | Королевский драматический театр       |
| 1994 | Мумия                                   | «Соната призраков» Август Стринберг                                             | Анджей Вайда        | Королевский драматический театр       |
| 1995 | A                                       | «Три высокие женщины» Эдвард Олби                                               | Бьёрн Меландер      | Королевский драматический театр       |
| 1996 | Адель фон Рипа                          | Fint folk Кент Андерссон                                                        | Томми Берггрен      | Королевский драматический театр       |
| 1996 | Маротта                                 | «Смешные жеманницы» Мольер                                                      | Томми Берггрен      | Королевский драматический театр       |
| 1997 | Мария                                   | Masterclass Теренс Макнелли                                                     | Бьёрн Меландер      | Королевский драматический театр       |
| 1998 | Винни                                   | «Счастливые дни» Сэмюэл Беккет                                                  | Карл Дунер          | Королевский драматический театр       |